# Natanael Petersson
Erik Natanael Petersson, född 23 januari 1884 i Hökhuvuds församling i Stockholms län, död 11 maj 1968 i Helsingborgs Maria församling, var en svensk präst. Han var son till Anders Johan Petersson och bror till David Petersson.
Efter studentexamen i Uppsala 1905 avlade Petersson folkskollärarexamen 1911, teologisk-filosofisk examen 1914, blev teologie kandidat 1916, genomgick praktisk teologiska prov 1916 och prästvigdes för Uppsala ärkestift 1916. Han blev lärare vid uppfostringsanstalten Hall 1911, pastor, förste lärare och direktörsassistent där 1916, tjänsteförrättande direktör 11 månader, blev amiralitetspredikant i Karlskrona 1923, var timlärare vid högre allmänna läroverket där 1923–1925 samt kyrkoherde i Välinge och Kattarps församlingar 1928–1954. Han var ordförande i kyrkostämma och kyrkofullmäktige. Han var medarbetare i Svenska kyrkans årsbok från 1922 och i Statskalendern 1923–1925.